# Ollières (Meuse)
Pour les articles homonymes, voir Ollières (homonymie).
Ollières est une commune associée du département de la Meuse, en région Grand Est. Elle fait partie de la commune de Spincourt.

## Géographie
Le village d'Ollières est situé dans le nord-est du département de la Meuse.

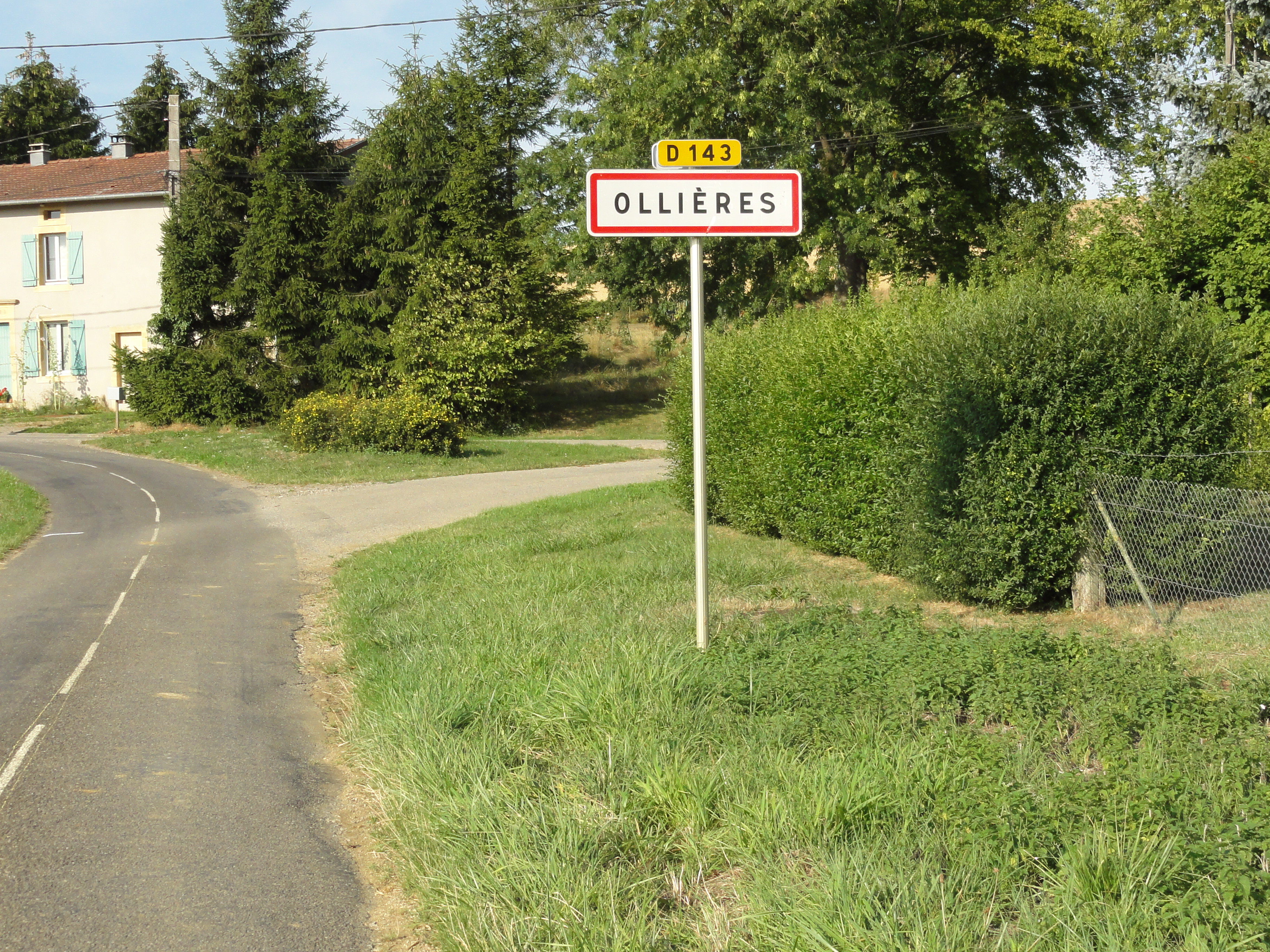
Entrée d'Ollières.

## Histoire
Faisait partie du Barrois non mouvant avant 1790.
La commune d'Ollières fut réunie en 1973 – avec Haucourt-la-Rigole, Houdelaucourt-sur-Othain et Réchicourt – à celle de Spincourt, sous le régime de la fusion-association.

## Politique et administration
| Période                                  | Période | Identité       | Étiquette | Qualité |
| ---------------------------------------- | ------- | -------------- | --------- | ------- |
| 2020                                     | 2026    | Arnaud Leclerc |           |         |
| Les données manquantes sont à compléter. |         |                |           |         |

Identité=Arnaud LECLERC

## Démographie
| 1806 | 1821 | 1831 | 1836 | 1841 | 1846 | 1851 | 1856 | 1861 |
| ---- | ---- | ---- | ---- | ---- | ---- | ---- | ---- | ---- |
| 108  | 107  | 115  | 105  | 95   | 74   | 79   | 89   | 85   |

| 1866 | 1872 | 1876 | 1881 | 1886 | 1891 | 1896 | 1901 | 1906 |
| ---- | ---- | ---- | ---- | ---- | ---- | ---- | ---- | ---- |
| 77   | 69   | 63   | 55   | 64   | 68   | 53   | 61   | 60   |

| 1911 | 1921 | 1926 | 1931 | 1936 | 1946 | 1954 | 1962 | 1968 |
| ---- | ---- | ---- | ---- | ---- | ---- | ---- | ---- | ---- |
| 55   | 41   | 47   | 39   | 40   | 28   | 39   | 38   | 39   |

## Lieux et monuments

### Édifices civils

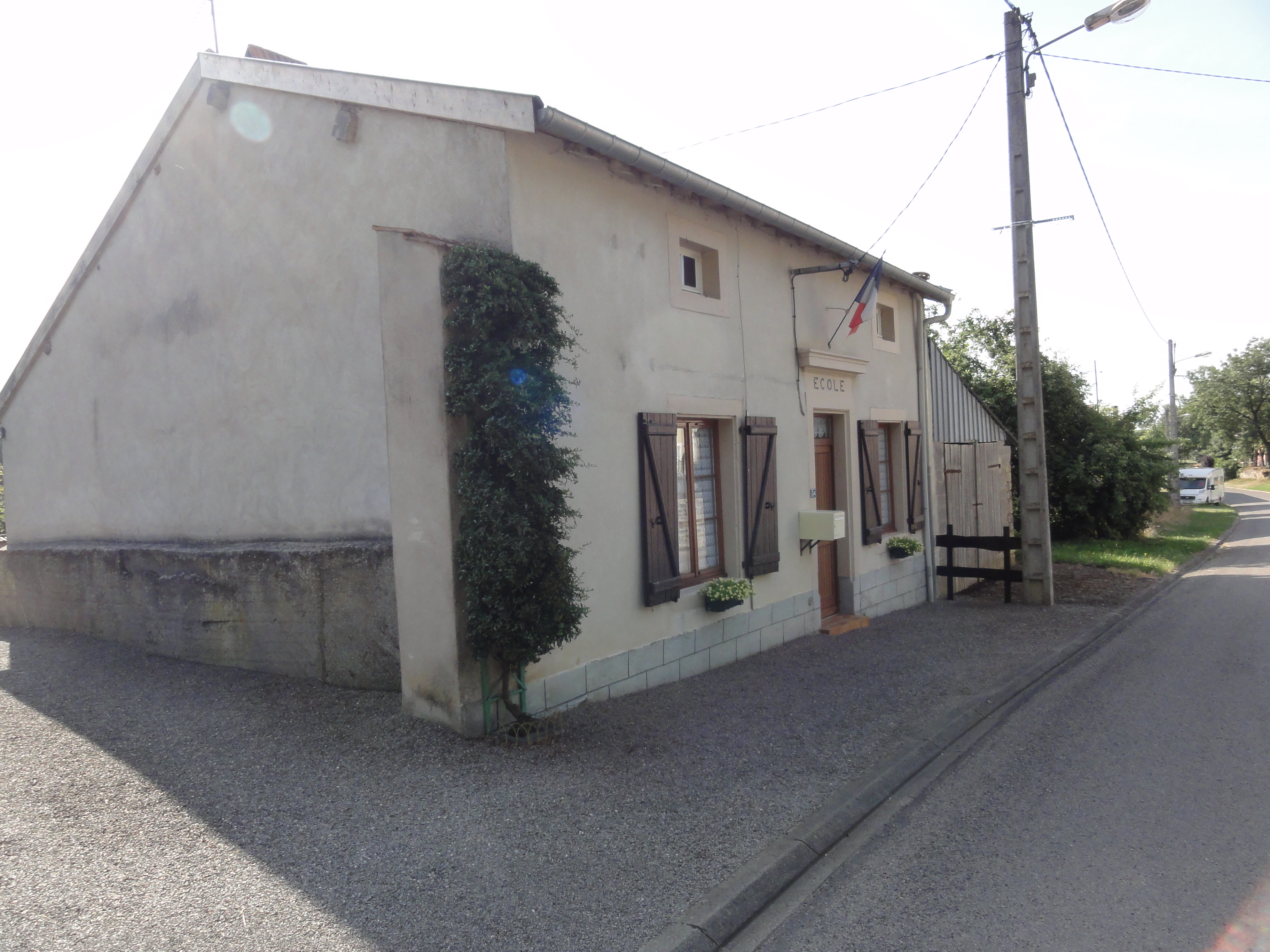
L'école.
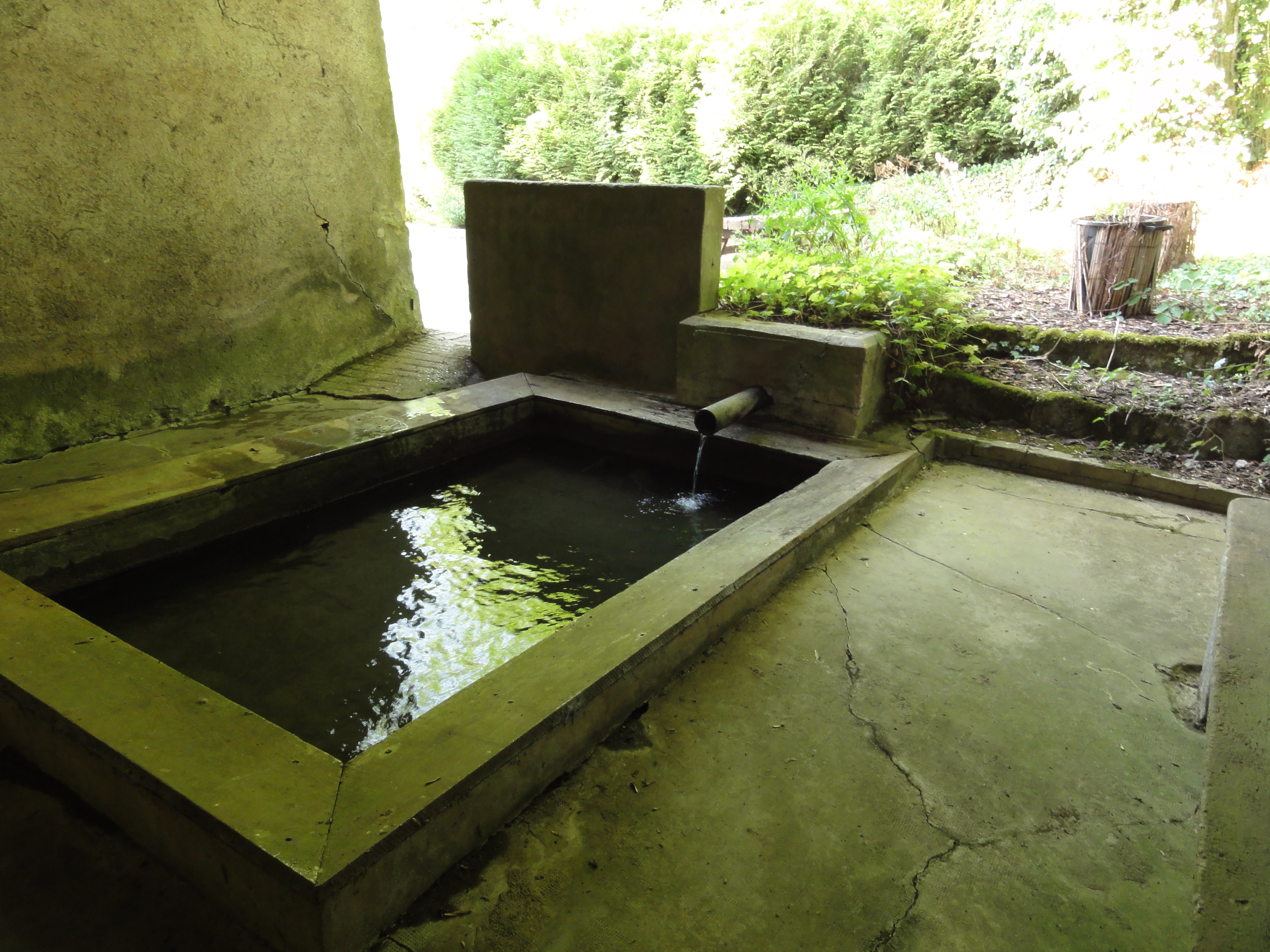
Fontaine-lavoir.

### Édifices religieux

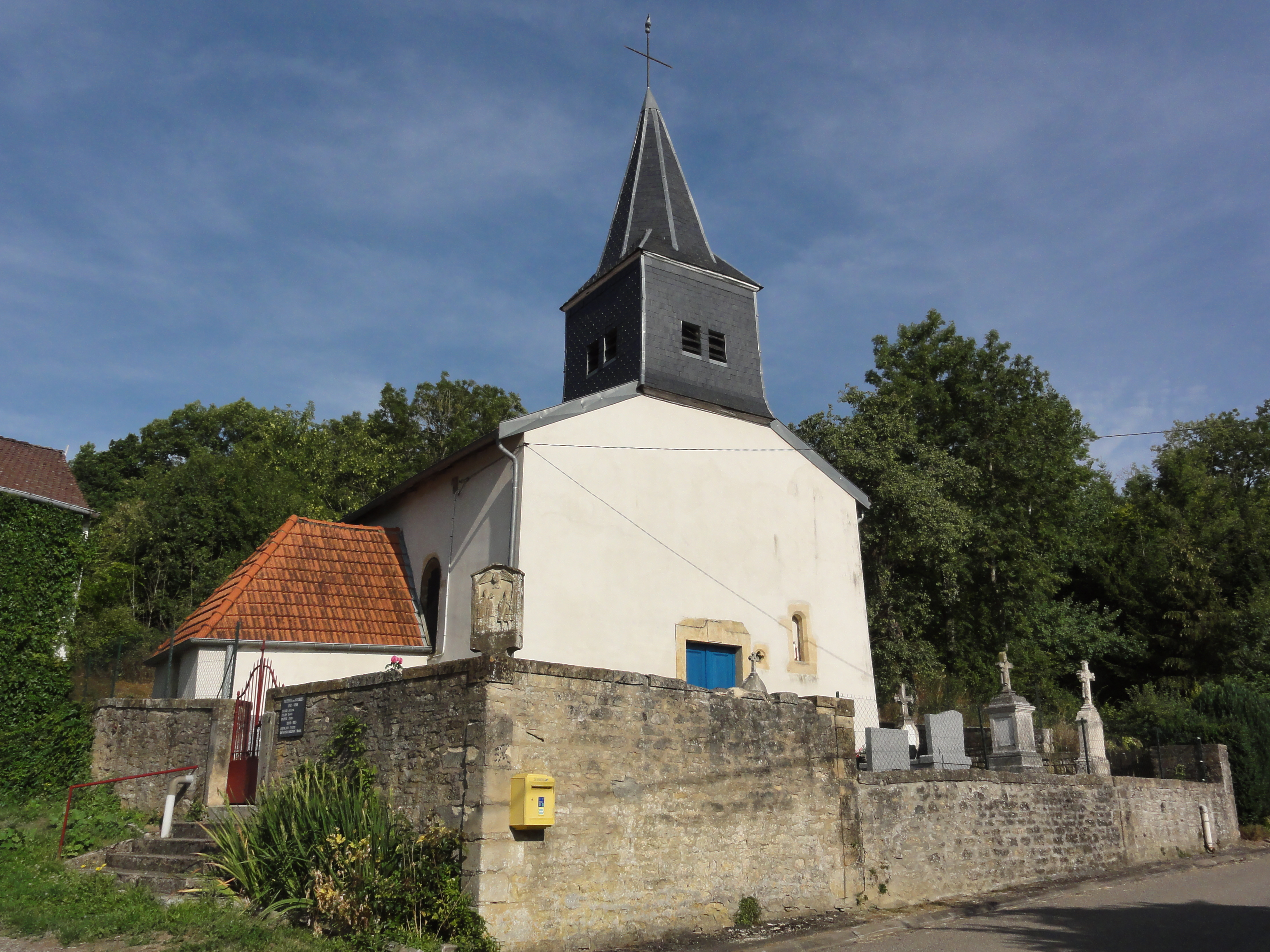
L'église.
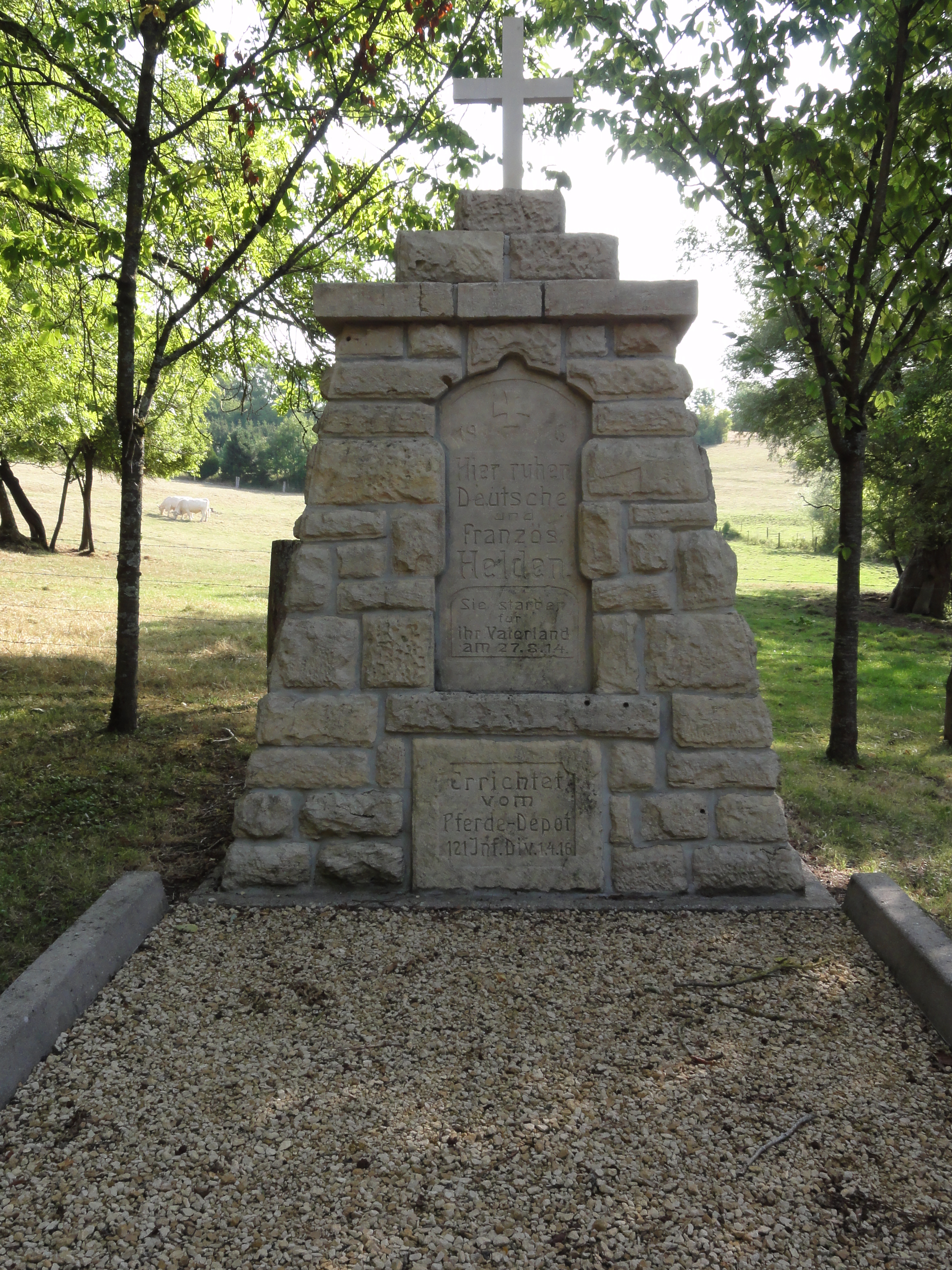
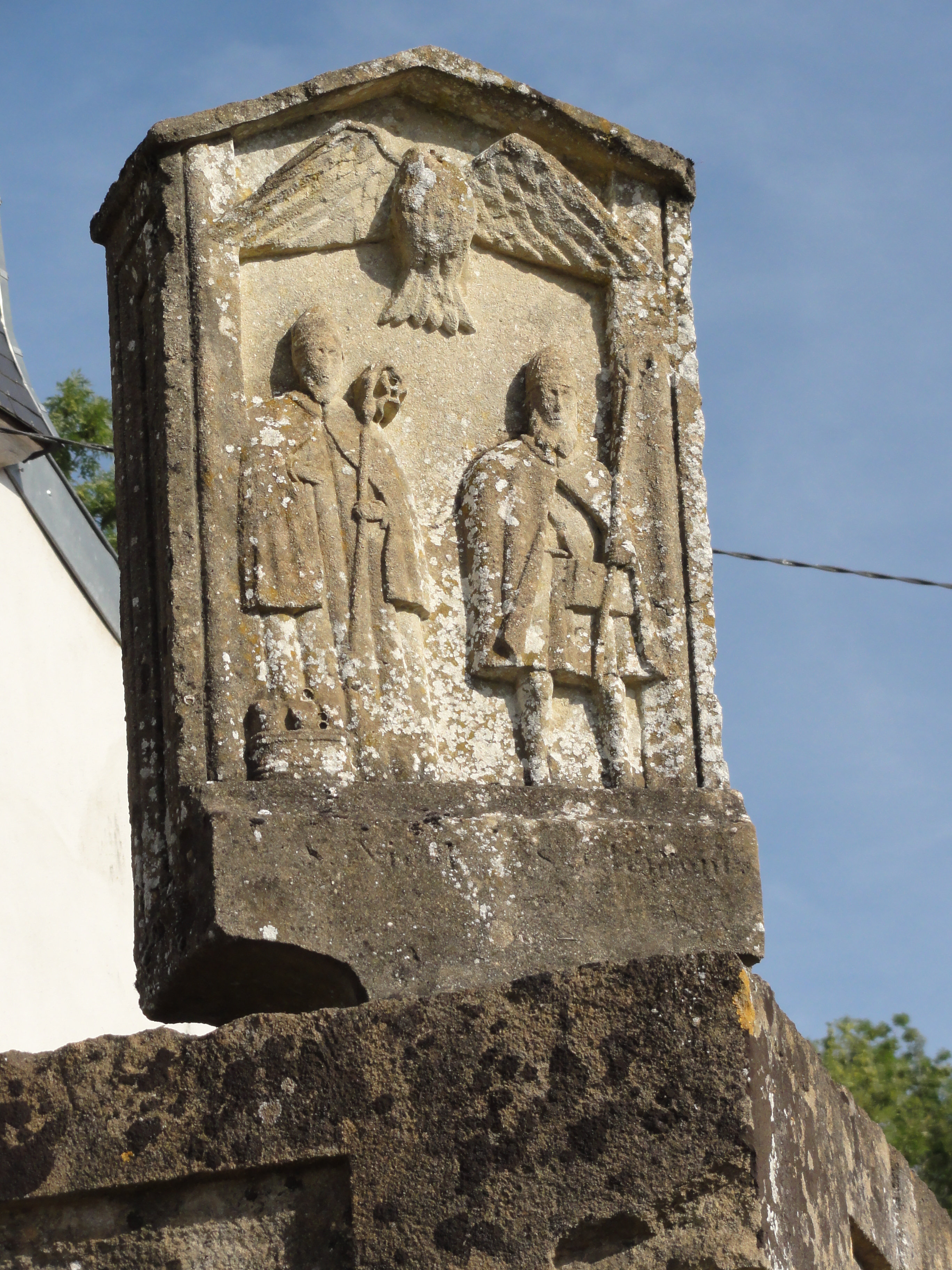